# Gaj II
Gaj II – dawna kolonia. Tereny, na których była położona leżą obecnie na Białorusi, w obwodzie mińskim, w rejonie mołodeckim, w sielsowiecie Chożów.

## Historia
W czasach zaborów w powiecie wilejskim, w guberni wileńskiej Imperium Rosyjskiego.
W latach 1921–1945 kolonia leżała w Polsce, w województwie wileńskim, w powiecie wilejskim, od 1927 roku w powiecie mołodeczańskim, w gminie Mołodeczno.
Powszechny Spis Ludności z 1921 roku podał dane łączne miejscowości Gaj I, Gaj II i futoru Gaj. Zamieszkiwały tu 64 osoby, 56 było wyznania rzymskokatolickiego a 8 prawosławnego. Jednocześnie wszyscy mieszkańcy zadeklarowali polską przynależność narodową. Było tu 8 budynków mieszkalnych. W 1931 w 4 domach zamieszkiwało 29 osób.
Wierni należeli do parafii prawosławnej w Mołodecznie. Miejscowość podlegała pod Sąd Grodzki w Mołodecznie i Okręgowy w Wilnie; właściwy urząd pocztowy mieścił się w Mołodecznie.
W wyniku napaści ZSRR na Polskę we wrześniu 1939 miejscowość znalazła się pod okupacją sowiecką. 2 listopada została włączona do Białoruskiej SRR. Od czerwca 1941 roku pod okupacją niemiecką. W 1944 miejscowość została ponownie zajęta przez wojska sowieckie i włączona do Białoruskiej SRR.